# Jupitertemplet

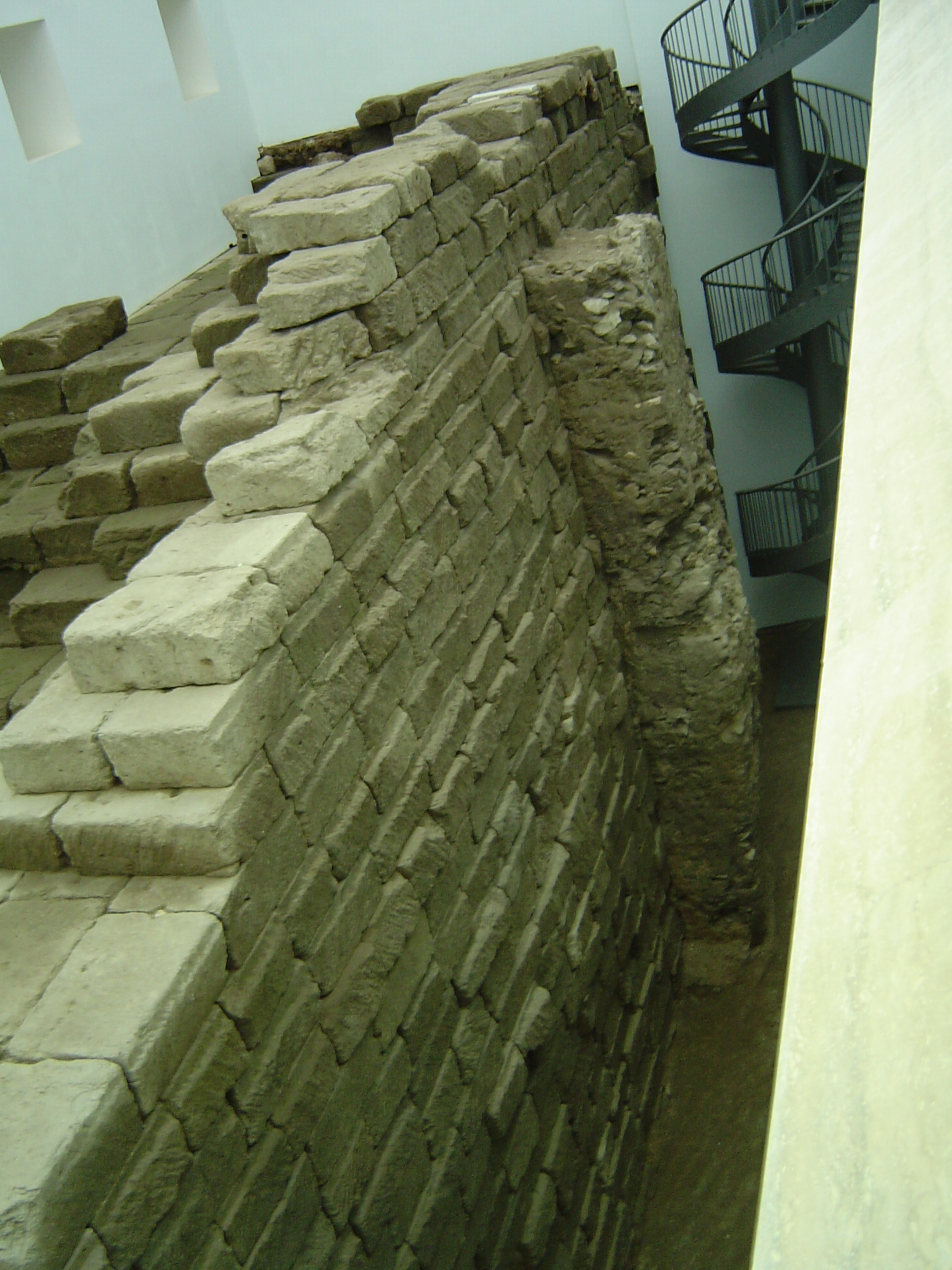
Stenfundament från templet.

Templet till Jupiter Optimus Maximus, även känt som Templet till Jupiter Capitolinus (latin: Aedes Iovis Optimi Maximi Capitolini; italienska: Tempio di Giove Ottimo Massimo; svenska: Templet till Den Kapitolinske Jupiter, Den Bäste och Störste), var det viktigaste templet i det antika Rom, stadens skyddshelgedom. Det var beläget på kullen Capitoliums södra topp.
Det första templet till guden Jupiters ära, som påbörjades av Roms förste etruskiske kung Tarquinius Priscus, invigdes enligt traditionen i början av republiken år 509 f.Kr. Templet var helgat åt hela den Kapitolinska triaden, förutom Jupiter även dennes syster och maka Juno och deras dotter Minerva. Det var det största tempel som någonsin byggts i etruskisk stil. Det vilade på ett fyra meter högt stenfundament, som var 62 meter långt och 53 meter brett, men var till största del byggt i trä och terrakotta.
Templet brann ner år 83 f.Kr., men det byggdes upp igen av Quintus Lutatius Catulus den yngre år 69 f.Kr. Templet brann åter ner år 69 e.Kr. i samband med striderna mellan Vitellius och Vespasianus styrkor i slutet av fyrkejsaråret. Kejsar Vespasianus lät återuppbygga templet som invigdes år 75, men denna byggnad brann ner år 80 e.Kr. Kejsar Domitianus lät återuppbygga templet och utsmyckade det rikligt. Templet stängdes i slutet av 300-talet, då de hedniska kulterna förbjöds. Därefter förföll templet och idag återstår endast delar av stenfundamentet.

## Karta
| Plan över Capitolium under antiken |
| --- |
| Capitolium Arx Forum Romanum Fori Imperiali Velabrum Jupitertemplet Tabularium Juno Monetas tempel Marcellusteatern Forum Holitorium Bellonatemplet Jupiter Feretrius tempel Veiovistemplet Auguraculum Iseum Jupiter Custos tempel Concordiatemplet Jupiter Conservators tempel Altare Tensarum Jupiter Tonans tempel Clivus Capitolinus Centus Gradus Porta Pandana Janustemplet Juno Sospitas tempel Spestemplet Augustustemplet Asylum Inter duos lucos Vicus Iugarius Marsfältet Dei Consentes portik Vespasianus- templet Concordiatemplet Tullianum Clivus Argentarius Venus Erycinas tempel Bona Mens tempel Fidestemplet Opstemplet Scipio Africanus båge Saturnustemplet Basilica Iulia |